# Ivory Williams
Pour les articles homonymes, voir Williams.
Ivory Williams (né le 2 mai 1985 dans le Comté de Jefferson au Texas) est un athlète américain spécialiste du 100 mètres.

## Carrière
Il fait ses débuts sur la scène internationale durant la saison 2002 à l'occasion des Championnats du monde juniors de Kingston. Il remporte aux côtés de ses coéquipiers américains le titre mondial du relais 4 × 100 m. Lors de l'édition suivante, à Grosseto en 2004, il signe deux nouveaux succès, s'imposant tout d'abord dans l'épreuve du 100 m en 10 s 29 (meilleure performance junior de l'année), puis en remportant la finale du relais 4 × 100 m en 38 s 66 (nouveau record du monde junior). 
En 2008, Ivory Williams s'impose lors du 100 m de la Prefontaine Classic, avant de réaliser le temps de 9 s 94 en quart de finale des sélections américaines pour les Jeux olympiques de Pékin, descendant pour la première fois sous la barrière des dix secondes. Il est éliminé dès le tour suivant. En 2009, Williams se classe troisième d'une épreuve exhibition disputée sur la distance de 150 m dans les rues de Manchester, course remportée par la Jamaïcain Usain Bolt. Septième des Championnats des États-Unis en plein air, il ne parvient pas à se qualifier pour les mondiaux de Berlin. Le 20 juillet 2009, à Réthymnon, l'Américain signe la meilleure performance de sa carrière sur 100 m avec 9 s 93 (+1,1 m/s).
En début de saison 2010, Ivory Williams remporte à Albuquerque le titre du 60 m des Championnats des États-Unis devant Mike Rodgers, établissant avec le temps de 6 s 49 la meilleure performance de l'année. Contrôlé positif au THC (tétrahydrocannabinol), un métabolite de cannabis, après la finale, Ivory Williams est suspendu trois mois par les instances internationales et est déchu de son titre national.

## Palmarès
| Année | Compétition                   | Lieu     | Place | Épreuve   |
| ----- | ----------------------------- | -------- | ----- | --------- |
| 2004  | Championnats du monde juniors | Grosseto | 1er   | 4 × 100 m |

## Records personnels
- 60 m : 6 s 49
- 100 m : 9 s 93
- 200 m : 20 s 62
- 400 m : 46 s 25